# الحراك الشعبي (الجزائر)
احتجاجات الجزائر 2019، المعروفة بالحراك الشعبي هي احتجاجات شعبية اندلعت في 22 شباط/فبراير 2019 في معظم المدن الجزائرية للمطالبة في بادئ الأمر بعدم ترشح الرئيس عبد العزيز بوتفليقة لفترة رئاسية خامسة؛ وذلكَ بعدما دعاه إلى الترشح أحزاب الموالاة وحزب جبهة التحرير الوطني(1) حين كان يرأسه ولد عباس للمشاركة في السباق الانتخابي ثمّ أعلنت العديد من الأحزاب والنقابات دعمها لإعادة انتخاب بوتفليقة رغم حالتهُ الصحيّة المتدهورة منذ أن أُصيب بسكتة دماغية عام 2013. ونتج عن ذلك احتجاز عدد من رجال الأعمال الأثرياء ومنع آخرين من رجال السلطة في عهد بوتفليقة من السفر.

## خلفيّة
بدأت الاحتجاجات في شهر فبراير من عام 2019 حيثُ حضرها عشرات آلاف الجزائريين بعد صلاة الجمعة في معظم مدن الجزائر مع العلم أن الحظر على المظاهرات كان مفروضا في الجزائر منذ عام 2001؛  حيث خرج عشرات الآلاف من المواطنين في مظاهرات سلمية في مختلف المدن الجزائرية، من العاصمة الجزائر إلى وهران، قسنطينة، بجاية، وتيزي وزو. جاءت هذه الاحتجاجات في سياق تراكم طويل من السخط الشعبي بسبب تفاقم الفساد، الركود الاقتصادي، والاحتكار السياسي من قبل النخب الحاكمة. ثمّ رُفعت حالة الطوارئ عام 2011.

### سياق الحراك الشعبي
كانت الجزائر تعيش منذ عام 2001 تحت حظر التظاهر في العاصمة، الذي فرضته السلطات إثر مظاهرات “الربيع الأسود” في منطقة القبائل. أدى هذا الحظر إلى إضعاف الحركات الاحتجاجية بشكل عام، إلا أن الغضب الشعبي بلغ ذروته في 2019 بسبب التدهور المستمر في مستويات المعيشة، البطالة، وسوء الخدمات العامة.الحراك الشعبي لعام 2019 كان متميزًا بطبيعته السلمية، حيث حرص المتظاهرون على رفع شعارات تطالب بالتغيير الجذري في النظام السياسي دون اللجوء إلى العنف. تمحورت مطالبهم حول إنهاء هيمنة النخبة الحاكمة، مكافحة الفساد، وضمان الحريات الديمقراطية. من بين الشعارات الشهيرة التي رفعت: “لا للعهدة الخامسة” و “ارحلوا جميعاً”، في إشارة إلى رفض رموز النظام بأكملها.

## الخط الزمني
بدأت التظاهرات الضخمة في يوم 22 فبراير 2019 وشملت كامل التجمعات السكانية الكبيرة في الجزائر.
ويبدأ أسبوع الاحتجاجات في الجزائر بيوم الأحد حيت تتخلله كل المظاهرات لشرائح اجتماعية أو لقطاعات مهنية كل مرة. وكل يوم ثلاثاء تقريباً تقوم الحكومة أو شخصيات سياسية مؤيدة للنظام القائم بتصريح على شكل اقتراح حل للأزمة الحالية تليها ردود فعل عبر الكواليس ومنابر وسائل الإعلام ووسائل التواصل الاجتماعي.
يختتم الأسبوع كل يوم جمعة بالخروج بمسيرات شعبية كبرى ومسيرات في المدن الرئيسية الجزائرية وبعض المدن في العالم حيث توجد جالية جزائرية.

## التغطيّة الإعلامية
لقيت المظاهرات في الجزائر تغطيّة إعلامية عربيّة ودولية كبيرة باستثناء تغطية وسائل الإعلام المحليّة بشقيّها العام (2) والخاص والتي تفادت الحديث عن التظاهرات بالرغمِ من مشاركة الآلاف فيها فيما تحدث وسائل إعلام أخرى بشكل طفيف للغاية وذكرت أنّ المطلب الشعبي هو تحسين الوضعية المعيشية بينما كان المطلب الحقيقي هو مطالبة بوتفليقة ونظامه بالعدول عن الترشح لعهدة جديدة.
في المُقابل قدّم عدد من الصحفيين والإعلاميين استقالتهم بسبب ما اعتبروه «تغطية مضللة وغير مهنية» للاحتجاجات والمظاهرات الشعبيّة فيما اعتبرَ آخرون أنّ معظم القنوات التلفزيّة الجزائرية قد فشلت في نقل الصورة الحقيقية وحاولت التعتيم على تحركات المحتجين والتكتم على مطالبهم. تواصلت سلسلة الاستقالات هذه بعدما قدمت رئيسة تحرير «القناة الإذاعية الثالثة» الناطقة بالفرنسية «مريم عبدو» استقالتها من منصبها الصحافي ونفس الأمر فعلهُ مدير الأخبار بقناة البلاد أنس جمعة في يوم 24 يناير/كانون الثاني الذي أكّد على تركه لمهنة الصحافة نهائيّاً بعد شعوره بالحرج من عدم تغطية المظاهرات.

## النتائج

### تأجيل الانتخابات
بعدَ الأسبوع الثالث من الاحتجاجات المتواصلة؛ أعلنَ الرئيس الجزائري عبد العزيز بوتفليقة في الحادي عشر من آذار/مارس تأجيل الانتخابات التي كان من المقرر إجراؤها في 18 من أبريل/نيسان المُقبل كما تعهّدَ بعدمِ الترشح في السباق الرئاسي. في ذات السياق؛ دعا بوتفليقة إلى تشكيل حكومة من التكنوقراط لإدارة شؤون البلاد كما طالبَ بإجراء حوار شامل قبل الانتخابات. لقيت ثلّة القرارات هذه تفاعلًا حذرًا من قِبل الشعب الجزائري وتصاعدت دعوات لمواصلة الاحتجاجات وتنظيم تظاهرة كبرى في الخامس عشر من نفسِ الشهر من أجلِ مطالبة النظام ككل بالرحيل أمّا على المستوى الرسمي فقد اتهم النائب عن حزب التجمع من أجل الثقافة والديمقراطية عثمان معزوز الرئيس الجزائري بانتهاك الدستور موضحاً أن الحالة الوحيدة التي تُتيح تمديد فترته الرئاسية هي حالة الحرب.

### العصيان المدني
بحلول العاشر من مارس/آذار 2019؛ دعى بعضُ الجزائريين إلى إضراب عام يشملُ كل القطاعات لمدة 5 أيّام وذلكَ من أجلِ الضغط على الحزب الحاكم للانسحاب. شهدَ هذا اليومُ إغلاقَ معظم المحلات والمكاتب والمؤسسات الحكومية إلى جانبِ المؤسسات التعليمية بسببِ العطلة المبكّرة كما انطلقت مسيرات في مناطق متفرقة في العاصمة الجزائر، تيزي وزو، تلمسان وبشار.

### تطبيق المادة 102 من الدستور

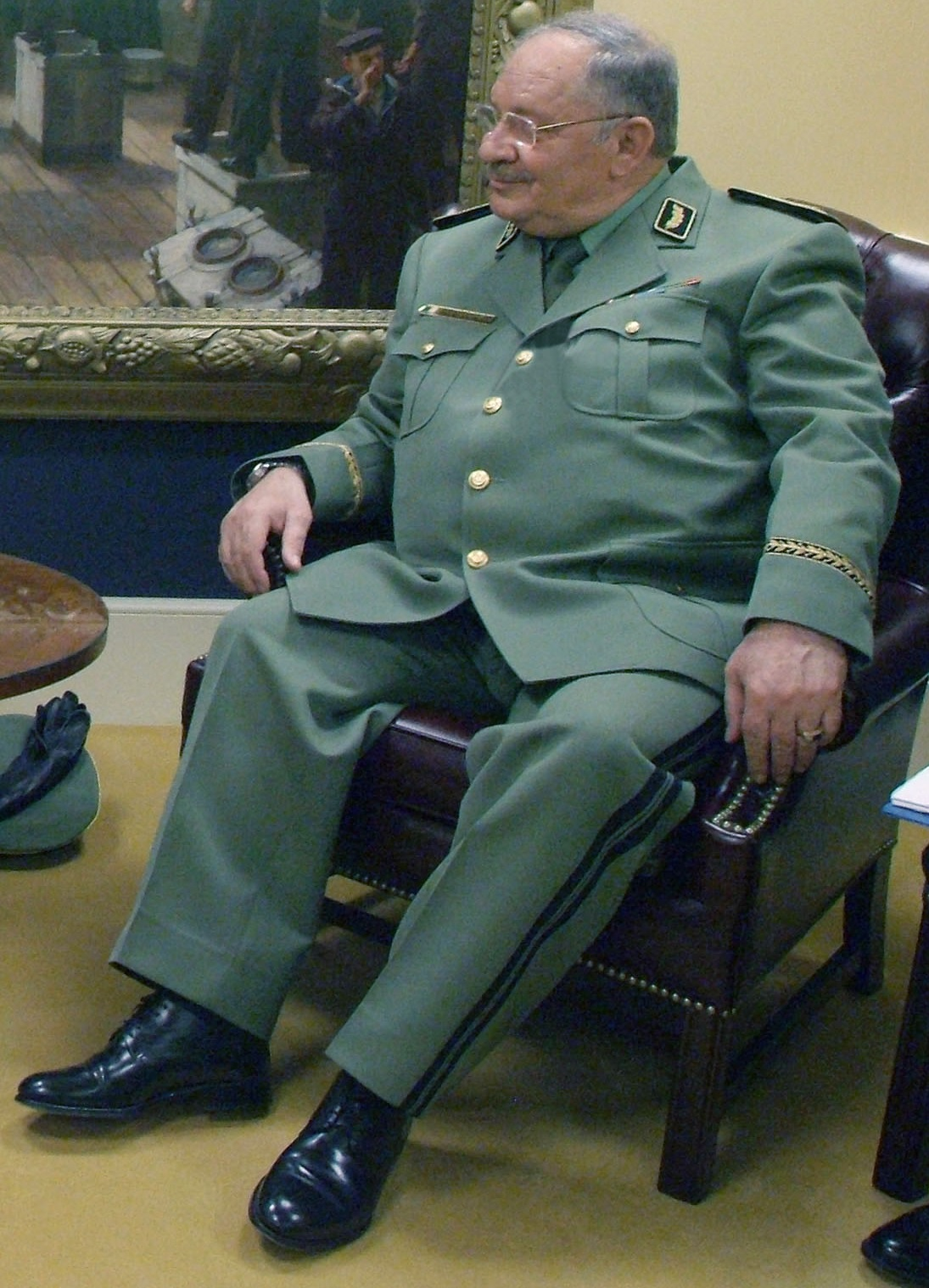
قائد أركان الجيش الجزائري أحمد قايد صالح

في السادس والعشرين من مارس/آذار طالبَ قائد أركان الجيش الجزائري أحمد قايد صالح بضرورة تطبيق المادة 102 من الدستور الجزائري «استجابةً للمطالب الشعبيّة» وتنصّ المادة على ضرورة اجتماع المجلس الدستوري وجوباً في حالة ما استحال على رئيس الجمهورية أن يمارس مهامه بسبب مرض خطير ومزمن واختيار رئيس مجلس الأمّة للقيام بمهام رئيس الدولة لمدة أقصاها تسعون يوما؛ تنظم خلالها انتخابات رئاسية ولا يَحق لرئيس الدولة المعين بهذه الطريقة أن يترشح لرئاسة الجمهورية.

### تشكيل الحكومة الجديدة
أعلن عن الحكومة الجديدة الجزائرية في يوم 31 مارس تضمنت وجوه جديدة مع احتفاظ 6 وزراء بحقائبهم من أهمّهم نائب وزير الدفاع أحمد قايد صالح

### استقالة الرئيس

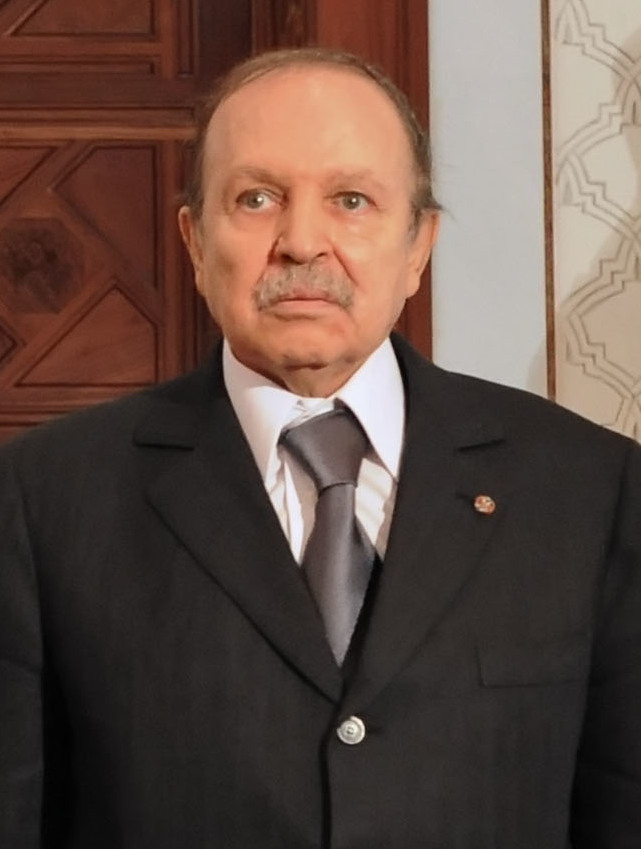
عبد العزيز بوتفليقة

بعد الجمعة السادسة التي عرفت بقيام رئيس الأركان أحمد قايد صالح قبلها بيومين بالمطالبة بتطبيق المادة 102 من الدستور، نتجت عنه حرب إعلامية كبيرة كترجمة لصراع بين فريق يدعم الجيش وفريق يدعم الرئيس وأنصاره انتهت بتقديم عبد العزيز بوتفليقة استقالته مُرغما وتسليم السلطات لرئيس المجلس الدستوري

### عبد القادر بن صالح رئيس الدولة

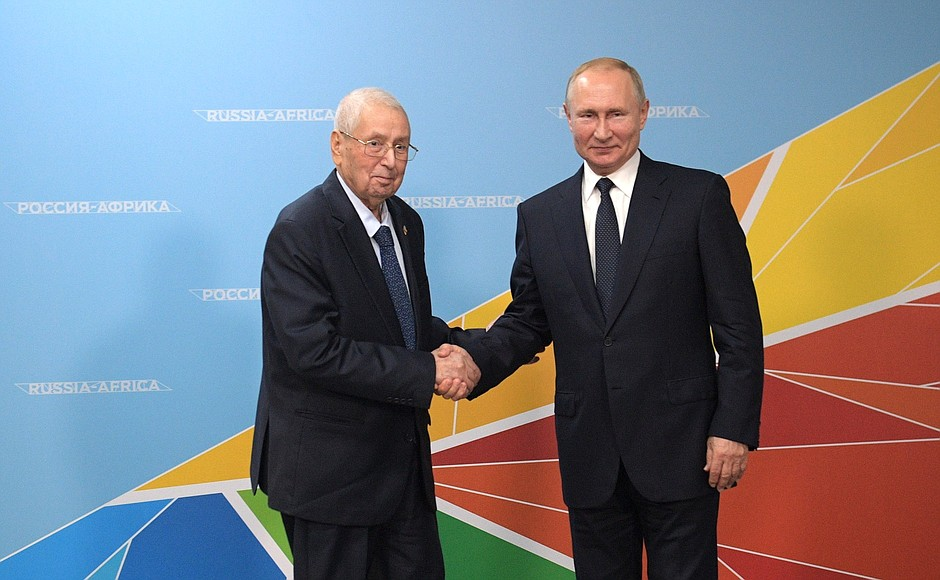
رئيس مجلس الأمة عبد القادر بن صالح رئيس الدولة

مباشرة عقب الإعلان عن شغور منصب رئيس الجمهورية الجزائرية، خرج الآلاف من المتظاهرين في مسيرات سلمية عبر عديد ولايات الوطن منددين بهذا القرار الذي يتنافى ورغبة الشعب ومطالبه المرفوعة منذ بداية الحراك، حيث اجتمع البرلمان بغرفتيه ممثلا في مجلس الأمة والمجلس الشعبي الوطني بنوابه لإعلان شغور منصب رئيس الجمهورية تفعيلا للمادة 102 من الدستور، وهو القرار الذي كان ينتظره الشعب منذ إعلان الرئيس السابق عبد العزيز بوتفليقة استقالته رسميا، فيما صاحب هذا الإعلان تولي رئيس مجلس الأمة عبد القادر بن صالح رئاسة الدولة منذ الأمس لمدة ثلاثة أشهر كاملة بهدف تسيير الحكومة وإجراء انتخابات رئاسية لاختيار رئيس جديد للدولة.
ووفقا لما تنص عليه المادة 102 فإنه يتم تعيين رئيس الدولة في حالة استقالة رئيس الجمهورية، والذي يقوم بتسيير أمور الدولة لمدة 30 يوما، تنظم خلالها انتخابات رئاسية لاختيار مرشح الشعب، وبعد المطالب الشعبية المتكررة بتفعيل هذه المادة، جاءت تبعاتها لتخلف لنا رئيس مجلس الأمة عبد القادر بن صالح الذي يعتبر دستوريا رئيسا للدولة خاصة أن المؤسسة العسكرية قد طالبت بوقت سابق بالاحتكام للدستور القاضي بتطبيق المواد القانونية كما هي، وهو فعلا ما حدث وساهم في ظهور استياء وغضب واسع في الشارع الجزائري وحسب الحقوقيين فإن المادتين 7 و 8 تمثلان روح الدستور بمعنى أنها يجب أن تُؤسس لِما بعدها من مواد، في حين أن المادة 102 هي مادة تقنية تتناول آلية معينة حيال شغور منصب رئيس الجمهورية، ومن التبِعات الخطيرة لعدم احترام روح الدستور هو ظهور تناقض بينها وبين وسائله التقنية، وهو ما نعيشه الآن بأثر رجعي، غير أن ذلك لا يمنع من التحلي بالعقل في هذه المرحلة الحساسة.
وفيما اعتبر البعض أن ما يحدث مخالف لرغبة الشعب تحت غطاء دستوري، اعتبر البعض الآخر أن تفعيل الإعلان الدستوري كان حلا يسمح بقيادة الدولة وتنظيمها في حالة سقوط الدستور وتعطيله بعدما خلف وراءه فراغات قانونية عديدة، ويعتبر الإعلان الدستوري (وهو عبارة عن دستور مختصر بمواد قانونية محددة تسير أمور البلاد إلى غاية وضع دستور جديد)، حلا توافقيا خلال المرحلة الحالية التي تمر بها البلاد والتي يطالب فيها الشعب بتطبيق المادتين 7 و 8 والتي تعتبر أن السلطة بيد الشعب، فيما جاء تفعيل المادة 102 باستقالة الرئيس وإعلان الشغور ثم يليه تولي رئيس مجلس الأمة المرفوض شعبيا كبداية تمهد للمأزق السياسي الذي حسب تصريحات الحقوقيين فإن تعطيل الدستور حاليا يعتبر خطوة غير مدروسة فكان على بن صالح تقديم استقالته قبل تعيينه رئيسا حيث تعتبر آلية تفعيل المادة 102 قانونيا مقبولة أما أشخاصها فمرفوضون.

### الانتخابات بين رفض شعبي وضغط عسكري

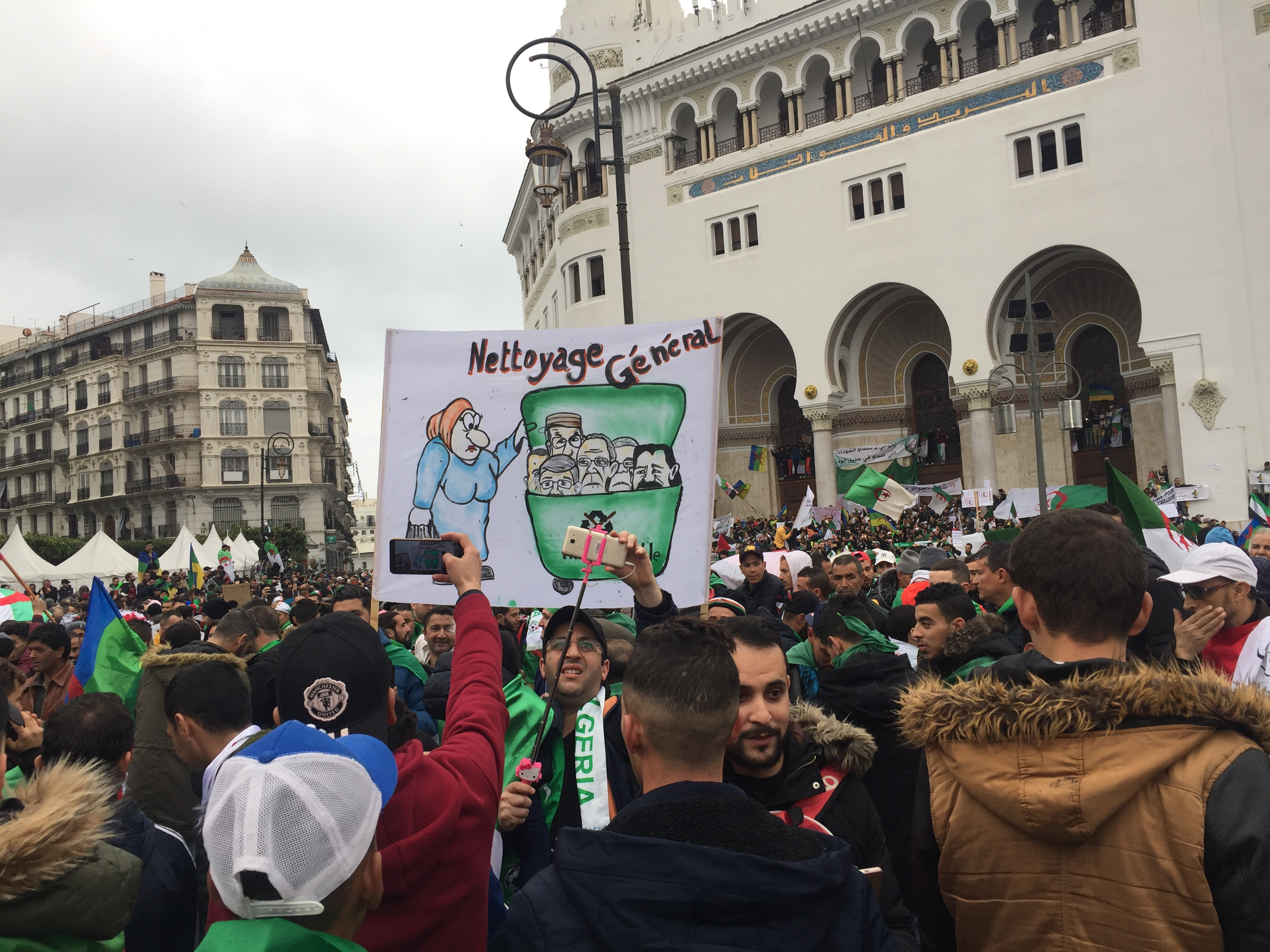
المتظاهرون الجزائريون إلى الشارع

مع الانطلاق الرسمي لسباق الرئاسيات في الجزائر، تدخُل الجزائر مرحلة حاسمة، وسط رفض شعبي للانتخابات التي يرى المحتجون أن لها عواقب سياسية واقتصادية وخيمة، في وقت يضغط الجيش فيه باتجاه إجراء انتخابات الرئاسة في ديسمبر/كانون الأول. وفي كل مرة يخرج فيها المتظاهرون الجزائريون إلى الشارع، يجددون رفضهم لانتخابات من المقرر أن يشارك فيها مرشحون لهم علاقة بنظام الرئيس السابق عبد العزيز بوتفليقة، ومع بدء العد التنازلي لموعد الانتخابات الرئاسية، يصر المحتجون على رفض إجرائها في ظل وجود فساد كبير في السلطة. وخرج آلاف الجزائريين إلى شوارع العاصمة الجزائرية للمطالبة برحيل رموز نظام الرئيس السابق عبد العزيز بوتفليقة، وبمحاربة الفساد، ورفضاً للانتخابات الرئاسية، وسط انتشار أمني مكثف.

### عبد المجيد تبون الفائز في انتخابات الرئاسة بالجزائر
أعلنت سلطة الانتخابات الرسمية في الجزائر رسميا عن فوز عبد المجيد تبون بالانتخابات الرئاسية في البلاد. للإشارة فان تبون كان رئيساً للحكومة ما قبل الأخيرة للرئيس المستقيل عبد العزيز بوتفليقة، بعدما قضى 17 سنة في الحكومات المتعاقبة. وخاض تبون مسارا إداريا في السلطة والإدارة كموظف سياسي بدأ في مرحلة ما قبل وصول بوتفليقة إلى سدة الرئاسة عام 1999، وبعد تخرّجه من المدرسة العليا للإدارة عمل رئيس دائرة ثم والياً في منطقة أدرار جنوبي الجزائر وعدد من الولايات. بعدها، تم انتدابه من قبل الرئيس السابق اليمين زروال كمساعد لوزير الداخلية مكلف بالبلديات، وارتقى بعدها تبون إلى مصاف الوزراء، فكان وزيراً للإعلام والتجارة والسكن، قبل أن يُعيّن رئيساً للحكومة. ويسجل التاريخ السياسي للجزائر أن تبون هو رئيس أقصر حكومة، إذ لم يستمرّ في منصبه سوى 81 يوماً، بين 15 مايو 2017 و 15 أغسطس من العام عينه، قبل أن تتمّ إطاحته من قبل بوتفليقة ودائرته.

### الرئيس الجزائري «تبون» يعلن تاريخ بدء الحراك الشعبي «يوما وطنيا»
قرر الرئيس الجزائري عبد المجيد تبون، إعلان تاريخ 22 فبراير، الذي يصادف الذكرى الأولى لبدء الحراك الشعبي، «يوما وطنيا» تقام فيه الاحتفالات الرسمية، بحسب ما أعلنت عنه الرئاسة الجزائرية عبر التلفزيون الحكومي. وقال التلفزيون الجزائري: "قرر رئيس الجمهورية، السيد عبد المجيد تبون، تخليدا للذكرى الأولى للحراك الشعبي المبارك، إعلان يوم 22 فبراير من كل سنة «يوما وطنيا» للأخوة والتلاحم بين الشعب وجيشه". ونقل التلفزيون الجزائري عن مرسوم رئاسي أن "يوم 22 فبراير يخلد الهبة التاريخية للشعب، ويحتفل به عبر جميع التراب الوطني من خلال تظاهرات وأنشطة تعزز أواصر الأخوة واللحمة الوطنية، وترسخ روح التضامن بين الشعب وجيشه من أجل الديمقراطية". وأُعلن القرار "أثناء لقاء الرئيس الدوري مع وسائل الإعلام الوطنية، الذي يبث على شاشات التلفزيون. وفي 22 فبراير 2019، خرج المتظاهرون في العديد من المدن الجزائرية، وخصوصا في العاصمة حيث كل التجمعات ممنوعة منذ 2001، استجابة لنداءات على مواقع التواصل الاجتماعي.

## ردود الفعل

### إقليميًا
- تونس: ردّ الرئيس التونسي الباجي قائد السبسي عن سؤالٍ حولَ المظاهرات في الجزائر بالقول; «إن بلادنا تونس لا يمكن أن تقدم دروساً للآخرين، وما يحدث في الجزائر شأن خاص... من حق الشعب الجزائري أن يُعبر مثلما يشاء، وأن يختار حكامه بحرية، ولكنني بالتأكيد لا يمكن أن أقدم دروساً لأحد.»[27][28]
- المغرب: رفضت الحكومة المغربيّة على لِسان الناطق الرسمي باسمها مصطفى الخلفي التعليق على ما يجري في الجزائر دونَ توضيحٍ للموقف أو لردود للفعل.[29]

### دوليًا
كانت ردود الفعل الدولية حذرة: بقيت معظم الدول والمنظمات الدولية صامتة حتى 5 مارس.
- فرنسا: علّقَ وزير الخارجية الفرنسي جان إيف لودريان بالقول «إنّ ما يقع في الجزائر شأن داخلي وإن فرنسا لا تتدخل في شؤون الآخرين.» في المُقابل تناقلت وسائل الإعلام الفرنسية عدّة أخبار تتحدثُ عن استدعاء الرئيس ماكرون السفير الفرنسي بالجزائر لمناقشة ما يحدث هناك لأن التخوف كبير من أن تطور الأحداث بشكل سلبي سيؤثر بشكل مباشر على باريس.[30]
- الولايات المتحدة: صرّح المتحدث باسم وزارة الخارجية الأميركية روبرت بالادينو للصحفيين قائلًا; «نحنُ نراقب هذه الاحتجاجات في الجزائر وسنواصل القيام بذلك... الولايات المتحدة تدعم الشعب الجزائري وحقه في التظاهر سلميا.»[31]
- ايطاليا : ينصح رئيس المجلس جوزيبي كونتي بالاستماع إلى «طلبات التغيير من المجتمع المدني» ويعتقد أن «الجزائر ستكون قادرة على ضمان عملية ديمقراطية وشاملة مع احترام شعبها ومن أجل مصلحتها الخاصة».[32]
- الاتحاد الأوروبي : دعت المفوضية الأوروبية إلى احترام دولة القانون، بما في ذلك حرية التعبير والتجمع[33]

## معرض صور

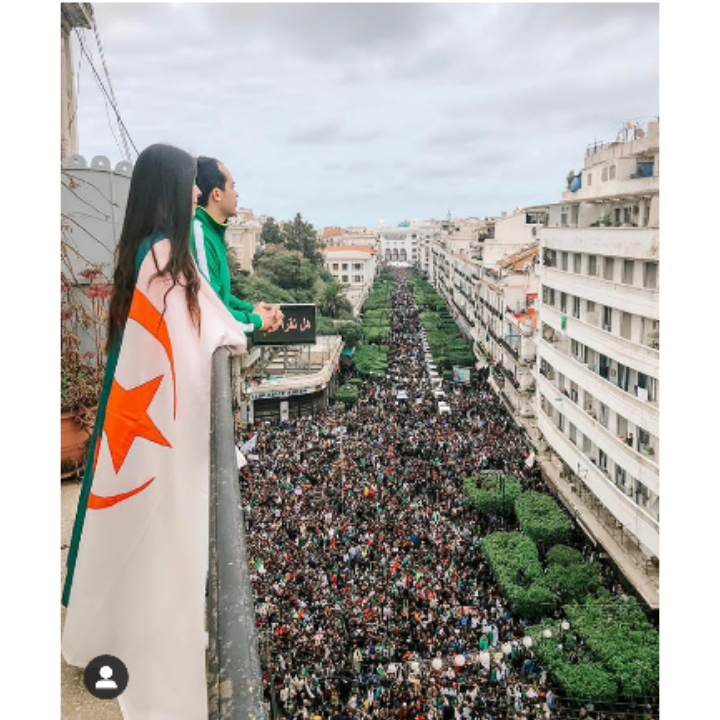
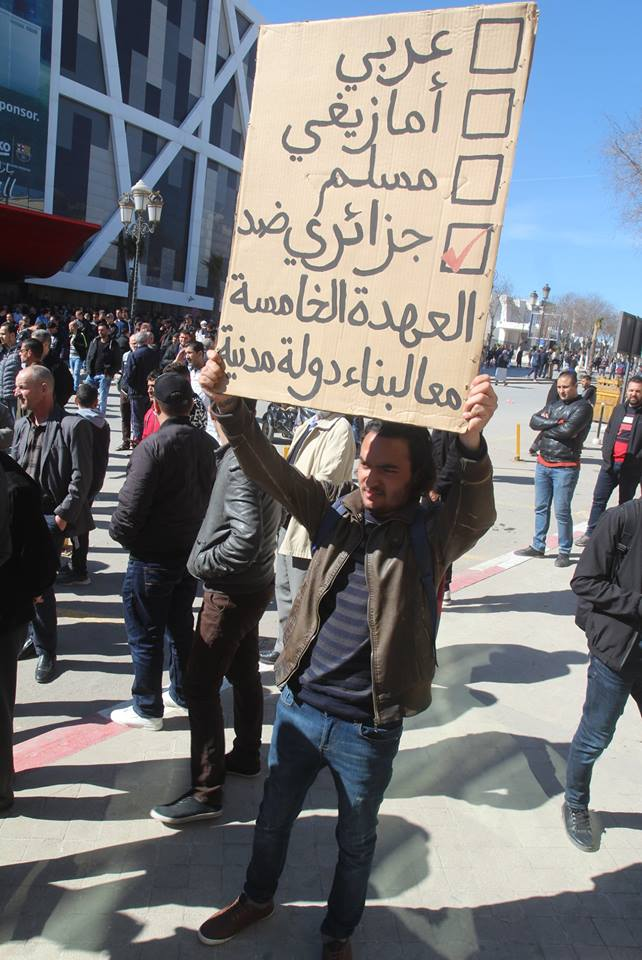
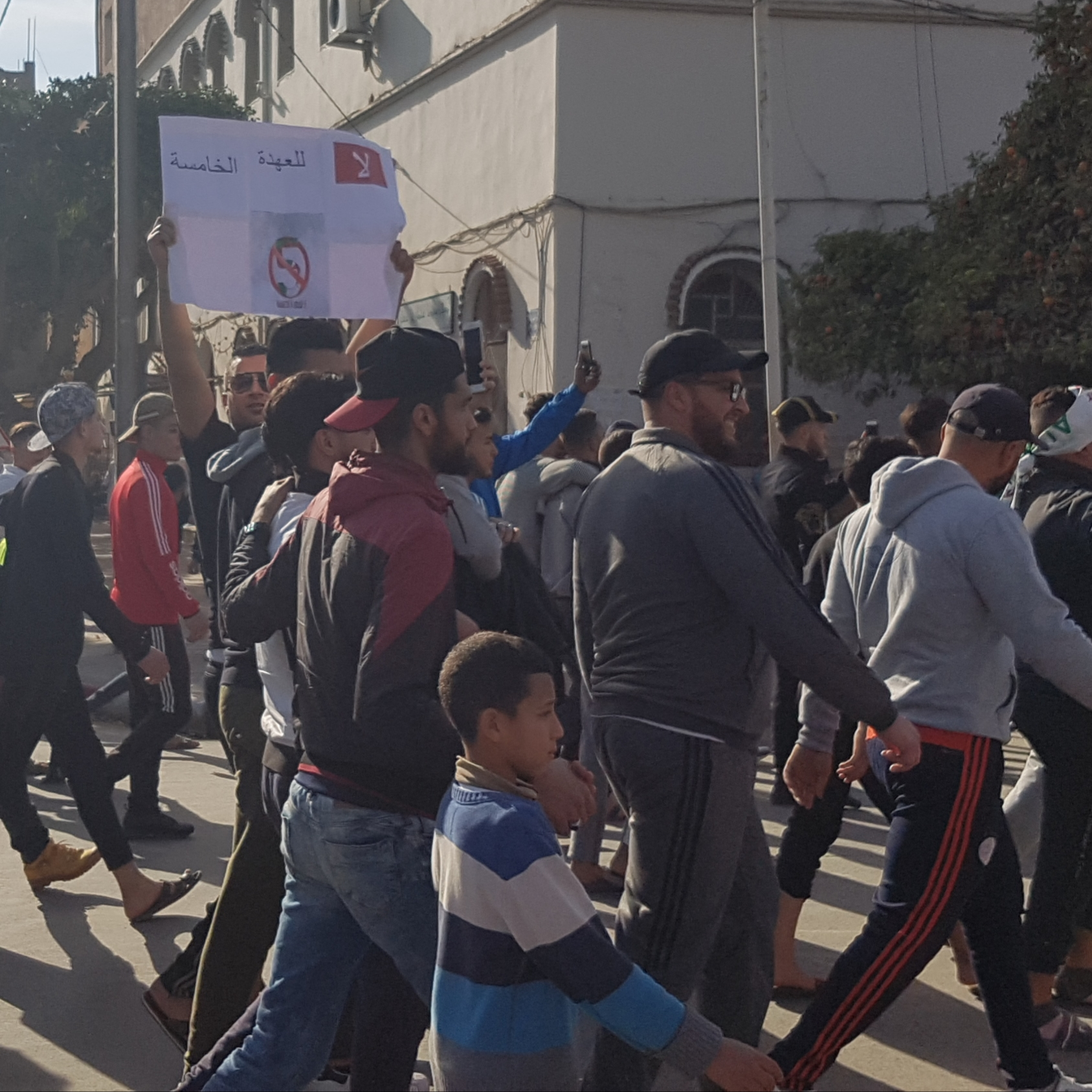
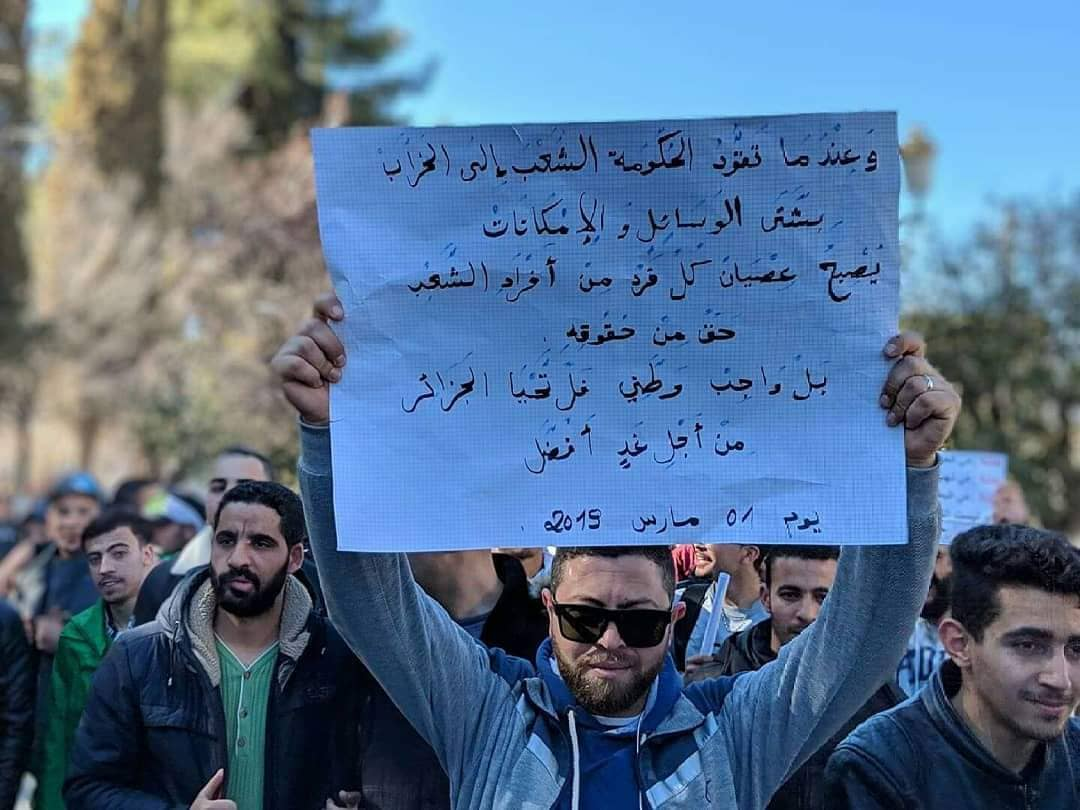

## الهوامش
1: الحزب الحاكم في البلاد
2: المملوك للدولة